# SN 2007ft
SN 2007ft – supernowa typu Ia odkryta 15 lipca 2007 roku w galaktyce NGC 4677. W momencie odkrycia miała maksymalną jasność 16,00m.